# Ágoston Katalin
Ágoston Katalin (vagy Ágoston Kati) (Eger, 1986. december 20. –) magyar színésznő, énekesnő.

## Életpályája
Édesapja Ágoston Ottó, ütőtanár az egri Farkas Ferenc Zeneiskolában, édesanyja Ágostonné Kugler Zsuzsanna, magyar és ének-zene szakos tanárnő a Tinódi Sebestyén Általános Iskolában. A zenész-pedagógus szülők sokat játszottak az egri színházban. Öccse, Péter is színész, nővére ügyész, bátyja pedig sales manager.
Általános iskolai, gimnáziumi, zeneiskolai tanulmányait Egerben végezte. 9 évig blockflötén, 5 évig hegedűn tanult. Diplomáját 2009-ben a Miskolci Egyetem Bartók Béla Zeneművészeti Intézetében magánénektanár, ének- és kamaraművész szakán szerezte, melynek egyetemi kiegészítőjét is elvégezte. Közben a Budapesti Operettszínház operettakadémistája, majd énekkari tagja volt. Tanára és segítője Kéringer László.
2011-2018 között a Centrál Színház társulatának tagja volt. Játszott továbbá az egri Gárdonyi Géza, tatabányai Jászai Mari, budapesti Turay Ida és 2014-től a Pesti Magyar Színház színpadán is. Több helyre hívják énekelni, fellépni.
2018-2021 között a Szegedi Nemzeti Színház színésznője. 2021-től szabadúszó. 2020-ban egyik közreműködője volt a Szemenyei János és Horgas Ádám által jegyzett, 169 művész előadásában készült Kis suttogás című karanténdalnak.

### Magánélete
Férje 2022-től Schmied Zoltán színművész.

## Színházi szerepei
| \| Szerző \| A darab címe \| Bemutató dátuma \| S z í n h á z \| Játszott szerep \| \| ------------------------------------------------------------------------------------------------- \| ----------------------------------- \| --------------- \| ------------------------------------------------- \| ----------------------------- \| \| Radványi Géza, Balázs Béla stb. (filmforgatókönyv), Böhm György, Horváth Péter, Korcsmáros György \| Valahol Európában \| 2002. \| Gárdonyi Géza Színház \| \| \| Charles Dickens, Lionel Bart \| Oliver! \| 2006. \| Gárdonyi Géza Színház \| Mézárus \| \| Arthur Laurents \| West Side Story \| 2007. \| Agria Összművészeti Fesztivál Eger – Líceum udvar \| Angyal \| \| Henri Meilhac, Albert Millaud \| Nebáncsvirág \| 2010. \| Turay Ida Színház \| Denise Flavigny, Nebáncsvirág \| \| Hugh Wheeler, Ingmar Bergman, Fábri Péter (fordító), Sondheim, Stephen (zene) \| Egy nyári éj mosolya \| 2011. \| Centrál Színház \| Anne Egerman \| \| Jez Butterworth \| Az Ígéret földje \| 2012. \| Centrál Színház \| Pea \| \| László Miklós \| Illatszertár \| 2012. \| Centrál Színház \| Cseléd; Vásárló \| \| Michael Frayn \| Függöny fel! \| 2013. \| Centrál Színház \| Brooke – Vicki \| \| Maurine Dallas Watkins, Fred Ebb, Bob Fosse \| Chicago \| 2013. \| Centrál Színház \| Roxie Hart (szerepkettőzés) \| \| William Shakespeare, Kállay Géza \| Macbeth \| 2014. \| Magyar Színház \| Boszorkány \| \| Mark Haddon, Simon Stephens, Baráthy György \| A kutya különös esete az éjszakában \| 2014. \| Centrál Színház \| Punk lány \| \| John Fowles, Horgas Ádám \| A Lepkegyűjtő \| 2015. \| Centrál Színház \| Miranda Grey \| \| \| \| \| \| \| \| Sólem Aléchem, Joseph Stein \| Hegedűs a háztetőn \| 2004. \| Agria Nyári Játékok Eger – Líceum udvar \| Sprince \| \| Petőfi Sándor, Bakonyi Károly, Kacsóh Pongrác \| János vitéz \| 2011. \| Jászai Mari Színház-Népház \| Iluska \| \| Békeffi István \| A régi nyár \| 2012. \| Jászai Mari Színház-Népház \| Zsuzsi, Mária lánya \| |                                     |                 |                                                   |                               |
| Szerző | A darab címe                        | Bemutató dátuma | S z í n h á z                                     | Játszott szerep               |
| Radványi Géza, Balázs Béla stb. (filmforgatókönyv), Böhm György, Horváth Péter, Korcsmáros György | Valahol Európában                   | 2002.           | Gárdonyi Géza Színház                             |                               |
| Charles Dickens, Lionel Bart | Oliver!                             | 2006.           | Gárdonyi Géza Színház                             | Mézárus                       |
| Arthur Laurents | West Side Story                     | 2007.           | Agria Összművészeti Fesztivál Eger – Líceum udvar | Angyal                        |
| Henri Meilhac, Albert Millaud | Nebáncsvirág                        | 2010.           | Turay Ida Színház                                 | Denise Flavigny, Nebáncsvirág |
| Hugh Wheeler, Ingmar Bergman, Fábri Péter (fordító), Sondheim, Stephen (zene) | Egy nyári éj mosolya                | 2011.           | Centrál Színház                                   | Anne Egerman                  |
| Jez Butterworth | Az Ígéret földje                    | 2012.           | Centrál Színház                                   | Pea                           |
| László Miklós | Illatszertár                        | 2012.           | Centrál Színház                                   | Cseléd; Vásárló               |
| Michael Frayn | Függöny fel!                        | 2013.           | Centrál Színház                                   | Brooke – Vicki                |
| Maurine Dallas Watkins, Fred Ebb, Bob Fosse | Chicago                             | 2013.           | Centrál Színház                                   | Roxie Hart (szerepkettőzés)   |
| William Shakespeare, Kállay Géza | Macbeth                             | 2014.           | Magyar Színház                                    | Boszorkány                    |
| Mark Haddon, Simon Stephens, Baráthy György | A kutya különös esete az éjszakában | 2014.           | Centrál Színház                                   | Punk lány                     |
| John Fowles, Horgas Ádám | A Lepkegyűjtő                       | 2015.           | Centrál Színház                                   | Miranda Grey                  |
| |                                     |                 |                                                   |                               |
| Sólem Aléchem, Joseph Stein | Hegedűs a háztetőn                  | 2004.           | Agria Nyári Játékok Eger – Líceum udvar           | Sprince                       |
| Petőfi Sándor, Bakonyi Károly, Kacsóh Pongrác | János vitéz                         | 2011.           | Jászai Mari Színház-Népház                        | Iluska                        |
| Békeffi István | A régi nyár                         | 2012.           | Jászai Mari Színház-Népház                        | Zsuzsi, Mária lánya           |

### Jelenleg játszott szerepei
Az utolsó módosítás ebben a szakaszban:  ~~~~~
A Centrál Színházban:
- Henry Lewis, Jonathan Sayer, Henry Shields: Ma este megbukunk – Florance
- Fred Ebb, Bob Fosse, John Kander: Chicago – Roxie Hart
- Michael Frayn: Függöny fel – Brooke/Vicki
- Woody Allen: New York-i komédia – Juliet
- Hét boszorka koncert előadás – énekesnő
- Mark Haddon, Simon Stephens: A kutya különös esete az éjszakában – punk lány
- László Miklós: Illatszertár – vásárló
- John Fowles: A lepkegyűjtő – Miranda
- Donald Magulies: Pillanatfelvétel – Mandy Bloom
- My Fair Lady – Eliza Doolittle

Vendégművészként:
- William Shakespeare: Macbeth – Boszorkány (Pesti Magyar Színház)

## Film- és sorozatszerepei
- Társas játék (sorozat, 2013) ...Pincér
- Tóth János (sorozat, 2018) ...beteg
- Kertvárosi mese (film, 2021) ...Kevés Mariann
- Befejezés (film, 2022) ...Klaudia
- A mi kis falunk (sorozat, 2024) ...Ügyintéző
- A renitens (sorozat, 2024) ...Garai Franciska

## Cd-k és hangoskönyvek
- Szivárványszínű selyemzsinór[forrás?]

## Díjai
- 2007. Országos Musical Verseny (Székesfehérvár) – I. helyezés[9]
- 2014. Plomba díj (Centrál Színház társulati díja)[10]